# Бердымухамедов, Сердар Гурбангулыевич
Серда́р Гурбангулы́евич Бердымухаме́дов (туркм. Serdar Gurbangulyýewiç Berdimuhamedow [θɛɾdɑɾ ɢʊɾbɑnʁʊˈlɯjɛβɪtʃ bɛɾdɯmʊxɑmɛˈdoβ]; род. 22 сентября 1981, Ашхабад, СССР) — туркменский государственный и политический деятель. Президент Туркменистана и Верховный главнокомандующий вооружёнными силами Туркменистана с 19 марта 2022 года. Избран на  выборах президента Туркменистана, которые подвергаются критике в связи с возможными фальсификациями и возможной имитацией результата.
По его инициативе в 2022 году в Туркменистане женщинам запретили пользоваться косметикой, делать контурную пластику, маникюр, красить волосы, носить облегающую одежду и джинсы, водить машину и ездить на переднем сиденье автомобиля. В стране также фактически запретили аборты. 
Единственный сын второго президента Туркменистана Гурбангулы Бердымухамедова.

## Биография
Родился 22 сентября 1981 года в Ашхабаде в семье врача-стоматолога (впоследствии президента Туркменистана) Гурбангулы Мяликгулыевича Бердымухамедова. Мать — Огулгерек Атаевна Бердымухамедова — ровесница своего мужа и, по некоторым данным, его двоюродная сестра, по профессии педагог. Популярное туркменское мужское имя «Сердар» с туркменского языка переводится как «вождь» или «предводитель». У Сердара Бердымухамедова две сестры: Гульджахан и Гульшан. О возрасте его сестёр нет данных.
Окончил среднюю школу в Ашхабаде в самом конце 90-х годов, там же в 2001 году окончил Туркменский сельскохозяйственный университет имени С. А. Ниязова по специальности «инженер-технолог». Примерно в этот период, в 1997 году, его отец начал политическую деятельность, став сразу министром здравоохранения и медицинской промышленности, а в 2001 году параллельно одним из заместителей председателя Кабинета министров страны, во главе которого находился сам президент Сапармурат Ниязов.
После выпуска из университета в 2001 году начал работать сразу главным специалистом в Управлении внешнеэкономических отношений Ассоциации пищевой промышленности Туркменистана — государственной организации. Между тем, по официальным данным, в 2001—2003 годах он проходил военную службу в рядах Вооружённых сил Туркменистана, но по неофициальным данным фактически не проходил её, «отслужив» лишь «на бумаге», и продолжая работать в Ассоциации пищевой промышленности страны. В это время его отец — Гурбангулы Бердымухамедов продолжал работать в должности министра здравоохранения и медицинской промышленности, а также параллельно заместителем председателя Кабинета министров республики. Согласно официальным данным, с 2003 по 2006 год Сердар Бердымухамедов работал главным специалистом основного отдела по плодоовощной промышленности в той же Ассоциации пищевой промышленности, а после прихода к вершине власти (то есть к президентству) своего отца в декабре 2006 года, после смерти официально пожизненного президента — «Вечно Великого Сапармурата Туркменбаши», стал главным специалистом Управления по пивной, безалкогольной и винной промышленности Ассоциации пищевой промышленности. Сообщается, что к тому времени семья Бердымухамедовых и их родственники практически полностью монополизировали пищевую и продовольственную промышленность страны, а лично Сердар Бердымухамедов особенно преуспевал в винном и алкогольном бизнесе страны. Ушёл с работы в 2008 году из Ассоциации пищевой промышленности, которая является фактически монопольным и надзорно-карательным органом в стране в сфере продовольствия, но при этом сохранил неофициальные многочисленные бизнесы в вышеуказанных сферах.
В 2008—2011 годах, не имея дипломатического или другого схожего специализированного образования, числился советником-посланником в посольстве своей страны в Российской Федерации, в Москве. Сообщалось, что в 2011 году, будучи во время своей дипломатической службы в российской столице, окончил Дипломатическую академию МИД Российской Федерации по программе второго высшего образования по специальности «международные отношения».
В 2011—2013 годах числился советником в постоянном представительстве Туркменистана при офисе Организации Объединённых Наций в Женеве (Швейцария), одновременно — слушателем престижного Женевского центра политики безопасности. Окончил программу данного центра по направлению «европейская и международная безопасность». После возвращения из Швейцарии в 2013 году назначен начальником отдела по европейским странам Министерства иностранных дел Туркменистана, и соответственно, Сердар Бердымухамедов непосредственно начал курировать внешнюю политику своей страны по отношению к странам Европы до 2014 года, когда ушёл с работы из МИД.
В 2013 году он одновременно был назначен заместителем директора Государственного агентства по управлению и использованию углеводородных ресурсов Туркменистана — одного из богатейших и влиятельнейших ведомств страны. Проработал в этом ведомстве в качестве замдиректора до 2016 года. В августе 2014 года стал кандидатом технических наук, в июле 2015 года доктором технических наук.
В 2016—2017 годах — начальник Департамента по международной информации МИД Туркменистана. В ноябре 2016 года избран депутатом тогда ещё однопалатного Меджлиса Туркменистана V созыва на дополнительных выборах на вакантные депутатские места от правящей Демократической партии. 20 марта 2017 года избран председателем Комитета по законодательству и его нормам в том же созыве Меджлиса Туркменистана. 27 октября 2017 года ему присвоено звание подполковника и вместе с ним вручена медаль «Мяликгулы Бердымухамедов» с формулировкой «за заслуги перед отечеством и народом». Во время награждения он был одет в парадную военную форму. На очередных парламентских выборах 25 марта 2018 года, избран депутатом тогда ещё однопалатного Меджлиса Туркменистана VI созыва, снова от правящей Демократической партии.
Будучи ещё депутатом парламента страны, 30 марта 2018 года назначен одним из заместителей министра иностранных дел Туркменистана Рашида Мередова, хотя избирательный кодекс страны запрещает депутатам Меджлиса занимать другие государственные должности или посты, а также заниматься бизнесом. В качестве замминистра иностранных дел работал до 1 января 2019 года, являясь при этом депутатом. С 1 января 2019 года стал одним из заместителей хя́кима (то есть губернатора) Ахалского велаята (то есть области) — едва ли не самого главного и центрального региона страны, внутри которого расположена столица. 18 июня 2019 года президент Туркменистана Гурбангулы Бердымухамедов назначил Сердара Бердымухамедова (то есть своего сына) уже непосредственно хякимом Ахалского велаята. Все это время, в нарушение закона, он одновременно продолжал являться депутатом парламента Туркменистана, сложив свой мандат лишь в феврале 2020 года.
7 февраля 2020 года президентом и одновременно своим отцом он был назначен министром промышленности Туркменистана, держа этот министерский портфель ровно год — до 11 февраля 2021 года. В тот же день он был назначен вице-премьер-министром Туркменистана по инновациям и цифровизации, а позже — по экономике и финансам.
В тот же день, 11 февраля 2021 года, он одновременно был назначен председателем Высшей контрольной палаты Туркменистана и членом Государственного совета безопасности Туркменистана. На обоих должностях и постах держался до 9 июля 2021 года, оставаясь лишь вице-премьер-министром до сего времени.

## Президентство
14 февраля 2022 года правящая Демократическая партия выдвинула Сердара Бердымухамедова кандидатом в президенты Туркменистана на внеочередные президентские выборы. Отказ идти на новый срок Бердымухамедов-старший объяснил желанием «дать дорогу молодым руководителям». 12 марта 2022 года Сердар одержал победу и по официальным данным набрал 72,97 % голосов избирателей. Выборы были расценены многими международными наблюдателями как фиктивные.
Во время телефонных разговоров с лидерами разных стран Сердар пообещал продолжить политику своего отца. После прошедших в стране выборов наблюдатели стали сообщать о массовых нарушениях. 17 марта сообщалось о поступивших приглашениях совершить визиты в Азербайджан, Иран, Казахстан, Кыргызстан и Турцию в качестве избранного президента Туркменистана.

### Инаугурация
Инаугурация Сердара Бердымухаммедова состоялась 19 марта во дворце Рухиет. Он принёс присягу народу на Конституции Туркменистана и Коране. Затем туркменские старейшины вручили ему президентский значок. Из дворца Бердымухамедов в сопровождении конного эскорта проехал к площади Галкыныш, а затем к Дворцовый комплекс «Огузхан», где Вооружённые силы страны провели военный парад. Позже в тот же день в Аудиенц-центре Туркменистана был дан официальный приём. В мечети Хазрет Омар была также роздана праздничная садака.

### Государственная политика
25 марта 2022 года Сердар Бердымухаммедов объявил о новом составе своего кабинета. Единственным новым членом правительства, которого он назначил, был Мухамметгулы Мухаммедов, сменивший его на должности заместителя председателя Кабинета министров по экономике и финансам.

### Внешняя политика
В первый день своего президентства Бердымухамедов принял верительные грамоты Фазала Мухаммада Сабира, что сделало Туркменистан первой страной в Центральной Азии, принявшей дипломатов правительства Талибана. Президент Индии Рам Натх Ковинд совершил государственный визит в Туркменистан 1—4 апреля, что стало первым визитом президента Индии в Туркменистан. Ковинд также стал первым главой иностранного государства, которого принял Бердымухамедов. Лидеры двух стран обсудили расширение торговли и сотрудничества в области энергетики.
10 июня 2022 года в Москве состоялась встреча Сердара Бердымухамедова с президентом России Владимиром Путиным, в ходе которой президенты подписали Декларацию об углублении стратегического партнёрства между двумя странами, а также ряд документов о торгово-экономическом сотрудничестве.

## Семья и личная жизнь
Сердар Бердымухаммедов женат с 2001 года и, по некоторым данным, имеет четверых детей — сына и трёх дочерей. Об имени и биографии его жены ничего не известно, но имеются слухи, согласно которым, как и мать, его жену тоже зовут Огулгере́к. Согласно некоторым данным, один из любимых внуков Гурбангулы Бердымухамедова — Керимгулы́ (родился в 2002 году), который часто появляется со своим дедушкой на публике, является сыном Сердара Бердымухамедова. Согласно другим данным, Керимгулы является сыном Гульджаха́н — сестры Сердара и дочери Гурбангулы Бердымухамедовых. Известно, что, вероятно, двух из троих дочерей Сердара Бердымухамедова зовут Огулбабе́к (2004 года рождения) и Айгу́ль (2008 года рождения).
Личная жизнь президентской семьи не афишируется и всячески скрывается. Туркменским оппозиционным СМИ в своё время удалось выяснить, что трое детей Сердара Бердымухамедова (сообщается, что это Керимгулы, Огулбабек и Айгуль) учились в престижной и дорогой Международной школе Ecolint во время его работы и учёбы в швейцарской Женеве. В 2020 году стоимость года учёбы в этом заведении составляла почти 35 тысяч швейцарских франков, или около 36 тысяч долларов США. Дополнительно ещё около 7 тысяч $ составляет плата за регистрацию и различные взносы и расходы. Из-за открытости данных этой школы стало известно, что Керимгулы должен окончить эту школу в 2021 году, Огулбабек в 2023, а Айгуль в 2027 году. Но туркменским оппозиционными СМИ стало известно, что все они так и не окончили эту школу, вернулись со своим отцом в Туркменистан в 2013 году, а в школе не стали отвечать на вопросы этих СМИ, являются ли они действующими учениками или нет.

### Резиденция
Известно, что Сердар Бердымухамедов с семьёй постоянно проживает в окружённой горами Копетда́г резиденции в долине реки Фирюза́ в Арчаби́льском этра́пе (районе), в 25 км к юго-западу от Ашхабада. Это место считается едва ли не самым комфортным в климатическом отношении зоной вокруг Ашхабада, и одним из самых живописных мест в плане природы и озеленения. В советское время в этих местах находилась крупная лечебно-курортная зона с санаториями, пансионатами и домами отдыха, а также с дачами и другими частными владениями преимущественно партийной номенклатуры. В центре зоны существовал общедоступный курортный посёлок Фирюза́, переименованный предыдущим президентом Сапармуратом Ниязовым в «Арчаби́ль» и превращённый в элитную частную, фактически в президентскую зону. В 2015 году из-за отсутствия постоянного населения в результате переселений в эпохи Сапармурата Ниязова и его преемника Гурбангулы Бердымухамедова, посёлок Арчабиль (бывшая Фирюза) был упразднён, а его территория непосредственно вошла в состав Арчабильского этрапа. В нескольких сотнях метрах южнее от резиденции Сердара Бердымухамедова расположена резиденция его отца — Гурбангулы Бердымухамедова. Интересно, что расстояние до границы с соседней Исламской Республикой Иран от этих резиденций прямиком через долину реки Фирюза составляет всего 16 км, а в целом бывшем посёлке постоянно проживает исключительно президент и его близкие, где имеются две крупные резиденции и один крупный апарт-отель «Сердар». Посёлок и въезд в него, а также его периметр тщательно охраняются сотрудниками президентской службы безопасности, МНБ и МВД, а участок туркменско-иранской границы, непосредственно примыкающий к бывшему посёлку является едва ли не самой тщательно охраняемой частью государственной границы страны. Бердымухамедовы также имеют родовой дом в селении Бабаарап, резиденции в других частях и окраинах Ашхабада, в портовом городе Туркменбаши, а также в курортной зоне Аваза на берегу Каспийского моря, где они нередко предпочитают отдыхать и принимать гостей.

## Личность и критика
Некоторые отмечают, что Сердар Бердымухамедов не отличается харизмой. Наблюдатели указывают на его неестественный и странный тихий голос и неприятную для слуха и восприятия еле слышную и монотонную манеру речи. Также отмечается, что «на многих фото и видео он несомненно выглядит так, как будто чувствует себя некомфортно», или отличается неестественными выражениями лица. Один из студентов, учившийся с ним в российской дипакадемии, отметил его невозмутимый и кажущийся со стороны тихий и сдержанный характер. На вопросы некоторых студентов и преподавателей о политзаключённых и социально-политической обстановке в Туркменистане он предпочитал вообще не отвечать. С 2021 года личность Сердара Бердымухамедова стала привлекать особое внимание государственных СМИ Туркменистана, в особенности государственного телевидения. Стали чаще показывать репортажи, где ключевым участником являлся Сердар Бердымухамедов. До этого ключевым участником репортажей туркменских новостей был исключительно сам президент Гурбангулы Бердымухамедов, и ни на каком другом чиновнике туркменские телевизионщики не акцентировали внимание, указывая в репортажах лишь изредка исключительно фамилии (без имён) или должности чиновников. Как стало известно СМИ, знающие его люди говорят, что он больше интересуется бизнесом и не очень сильно увлекается политикой.
Как стало известно туркменским оппозиционным СМИ через источники из правительства страны, когда Сердар Бердымухамедов возглавил Ахалский велаят, он ввёл ряд новых правил доступа в здание областной администрации в городе Аннау и поведения внутри него. У дверей его кабинета появилась постоянная охрана, которой не было при прежних хякимах. Кроме того, лишь нескольким должностным лицам было позволено заходить в его кабинет, а когда Сердар Бердымухамедов заходил в здание хякимлика или уходил, никто из работников не имеет права покидать свое рабочее место. В другое время сотрудникам запрещалось покидать здание и вообще рабочее место (рабочий стол и кабинет) без крайней необходимости, равно как и отсутствовать на работе без уважительной причины. Им также предписывалось вести себя очень тихо как в коридорах, так и в своих кабинетах. Пронос мобильных телефонов, диктофонов и других гаджетов внутри здания для всех был запрещён, а для связи разрешалось использовать только стационарные телефоны. Столкнувшиеся с ним люди отмечают, что одним из его любимых выражений является «Шею сверну!», и это выражение он также использует при общении с подчинёнными. Один из жителей Аннау рассказал, что пытался попасть на приём к нему, но ему дали понять, что по личным вопросам ни хяким (то есть Сердар Бердымухамедов), ни его заместители больше не принимают никого.

## Награды и звания

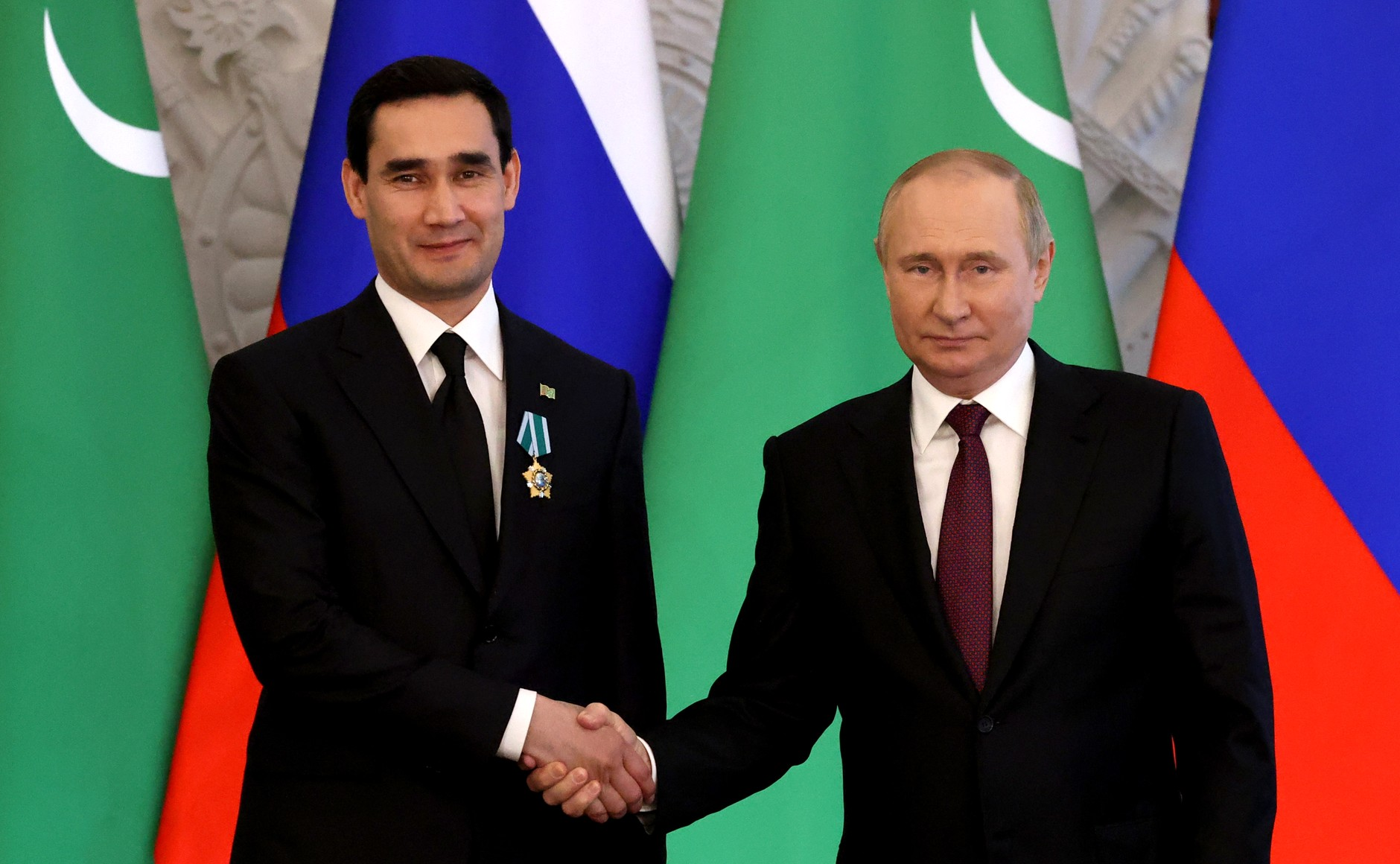
Вручение ордена Дружбы Сердару Бердымухамедову. Москва, 10 июня 2022 года

- Орден «За большую любовь к независимому Туркменистану».
- Медаль «Magtymguly Pyragy».
- Юбилейная медаль «Türkmenistanyň Garaşsyzlygynyň 25 ýyllygyna» (рус. «25 лет Независимости Туркменистана») (2016).
- Медаль «Мяликкули Бердымухаммедов» (2017) — за заслуги перед отечеством и народом.
- Заслуженный тренер Туркменистана (2017) — за большие заслуги и личный вклад в развитие и повышение международного престижа и прославление туркменского спорта, его популяризацию, подготовку спортсменов, успешно выступивших на проходивших в городе Ашхабаде с 17 по 27 сентября 2017 года V Азиатских играх в закрытых помещениях и по боевым искусствам, в обеспечение высоких спортивных достижений их победителей и призёров, ставших возможными благодаря обучению их тонкостям, приёмам и образцовым направлениям спортивного мастерства, в практическую реализацию методических рекомендаций, связанных с подготовкой спортсменов и команд высшей категории, проведением учебно-тренировочной и воспитательной деятельности в области спорта.
- Юбилейная медаль «Türkmenistanyň Bitaraplygynyň 25 ýyllygyna» (рус. «25 лет Нейтралитета Туркменистана») (11 декабря 2020)[34].
- Заслуженный собаковод Туркменистана (туркм. Türkmenistanyň at gazanan itşynasy) (21 апреля 2021)[35].
- Медаль «100 лет образования Татарской Автономной Советской Социалистической Республики» (30 апреля 2021, Татарстан, Россия)[36].
- Орден Дружбы (18 мая 2022, Россия) — за большой вклад в укрепление стратегического партнёрства между Российской Федерацией и Туркменистаном[37].
- Отличительный знак «Искусный дипломат Туркменистана» (8 декабря 2022) — учитывая большой личный вклад в дело укрепления независимости и постоянного нейтралитета Туркменистана, упрочения высокого авторитета нашей Родины в международном сообществе, осуществления миролюбивой внешней политики, реализации глобальных международных программ, развития отношений с иностранными государствами и международными организациями, а также особые заслуги в защите интересов нашего государства, повышении его авторитета, дальнейшем совершенствовании деятельности дипломатической службы Туркменистана и в честь Международного дня нейтралитета[38].
- Орден имени Шейха Иса ибн Салман Аль-Халифы первой степени (22 февраля 2023, Королевство Бахрейн)[39].
- Герой Туркменистана (24 сентября 2023) — за огромный личный вклад в дело укрепления основ национальной независимости Туркменистана, принципов нейтралитета Туркменистана в эру Возрождения новой эпохи могущественного государства, за особо выдающиеся заслуги перед государством и обществом в динамичном развитии нашего демократического, правового и светского государства путём выдвижения новых инициатив, совершенствования политических и социально-экономических преобразований в новый период развития нашей страны, демократизации жизни нашей страны, реализации позитивных преобразований, обеспечивающих разительное изменение облика нашей родимой Отчизны в новую эпоху, в уважении к старшему поколению в соответствии с принципами, унаследованными от наших предков, воспитании молодёжи в духе любви и преданности Родине, упрочении международного авторитета нашей Родины с инициативами, направленными на укрепление сотрудничества, дружбы и братства между государствами и народами во имя развития и мира, за заслуги в укреплении непоколебимой опоры государственности, основанной нашим Героем Аркадагом, продолжая осмысленные принципы новой эпохи, за последовательную и целеустремлённую деятельность, проводимую по повышению славы и достоинства нашей родимой Отчизны, а также в связи с празднованием 32-й годовщины независимости Туркменистана[40].
- Орден «Дуслык» (24 октября 2024, Татарстан, Россия)[41].
- Юбилейная медаль Туркменистана «Magtymguly Pyragynyň 300 ýyllygyna» (9 декабря 2024) — учитывая выдающиеся заслуги во всестороннем процветании нашей Родины в эру Возрождения новой эпохи могущественного государства, в укреплении сотрудничества, миролюбивых отношений дружбы и братства с государствами мира и авторитетными международными организациями, мировом триумфе культурно-духовных ценностей, культурного наследия туркменского народа, в сборе и научном изучении богатого и бесценного литературного наследия великого мыслителя Востока, видного туркменского поэта-классика, кладезя разума Махтумкули Фраги, вошедшего в золотой фонд мировой литературы, пропаганде и реализации важных политико-философских, общественных, гуманных, духовно-нравственных взглядов, превратившихся в непоколебимые опоры туркменского общества, воспитании молодого поколения на основе гуманных и духовно-нравственных взглядов Махтумкули Фраги, формировании у молодёжи высоких нравственных качеств, увековечении на законодательной основе литературного наследия поэта, а также предложения, поступившие от представителей Халк Маслахаты Туркменистана, крупных общественных объединений нашей страны, трудовых коллективов и граждан, и в связи с 300-летием со дня рождения Махтумкули Фраги[42].

## Публикации Бердымухамедова
- «Молодёжь — опора страны» (2023)[43]
- «Анау — культура из глубин тысячелетий» (2024)[44]